# Willy Hiernaux
Willy Hiernaux (28 april 1934 - 20 november 1997) was een Belgisch senator.

## Levensloop
Hiernaux werd lid van de PS-afdeling van het arrondissement Charleroi.
Van 1981 tot 1985 zetelde hij voor de PS in de Belgische Senaat als provinciaal senator voor de provincie Henegouwen.

## Bron
- Laureys, V., Van den Wijngaert, M., De geschiedenis van de Belgische Senaat 1831-1995, Lannoo, 1999.